# Август Вінтер (генерал)
Август Вінтер (нім. August Winter; 18 січня 1897, Мюнхен — 16 лютого 1979, Мюнхен) — німецький військовий діяч, військовий теоретик, генерал гірсько-піхотних військ вермахту. Кавалер Німецького хреста в золоті.

## Біографія
10 січня 1916 року вступив в Баварську армію. Учасник Першої світової війни. Після демобілізації армії залишений в рейхсвері, пройшов підготовку офіцера Генштабу. З 1939 року служив в Генштабі ОКГ, з 1940 року — в штабі групи армій «A». Учасник Французької кампанії. У 1941-42 роках служив в штабі групи армій «Південь», в 1942 році — групи армій «B». Учасник Німецько-радянської війни. У 1942-43 роках командував танковим полком. Учасник в боях під Ржевом. У 1943 році очолював штаб 2-ї танкової армії, в 1943-44 роках — групи армій «E» в Греції, в 1944 року — групи армій «F» на Балканах. З грудня 1944 по 23 квітня 1945 року — начальник Відділу оборони країни і заступник начальника штабу Оперативного керівництва ОКВ, з квітня 1945 року очолював групу «В» (Південь). Найближчий співробітник генерал-полковника Альфреда Йодля. .

## Звання
- Фанен-юнкер (10 січня 1916)
- Лейтенант без патенту (30 червня 1917)
  - 9 жовтня 1917 року отримав патент від 15 жовтня 1915 року.
- Оберлейтенант (31 липня 1925)
- Гауптман (1 квітня 1933)
- Майор (1 серпня 1936)
- Оберстлейтенант (1 квітня 1939)
- Оберст (1 жовтня 1941)
- Генерал-майор (1 серпня 1943)
- Генерал-лейтенант (1 серпня 1944)
- Генерал гірсько-піхотних військ (1 травня 1945)

## Нагороди
- Залізний хрест 2-го класу
- Орден «За заслуги» (Баварія) 4-го класу з мечами
- Почесний хрест ветерана війни з мечами
- Медаль «За вислугу років у Вермахті» 4-го, 3-го і 2-го класу (18 років)
- Застібка до Залізного хреста 2-го класу (31 травня 1940)
- Залізний хрест 1-го класу (17 червня 1940)
- Німецький хрест в золоті (22 червня 1942)
- Медаль «За зимову кампанію на Сході 1941/42» (12 серпня 1942)